# 野中隆光
野中 隆光（のなか たかみつ、1971年1月7日 - ）は、日本の俳優。東京都出身。血液型O型。nora所属。

## 略歴
1994年青山のショーレストランを拠点に活動していたパフォーマンス集団、STAGE14°に入団。
1996年に『SHAMPOO HAT』を旗揚げ。1999年劇団名を『THE SHAMPOO HAT』に改名。劇団創設以降殆どの作品に出演する。
2025年より株式会社nora所属。

## 出演

### 舞台
- Kプロデュース 『日本文学全集』（2002年　演出：矢田政伸）
- たいしゅう小説家『笑説、6人の怒れる優しい人々』（2002年　演出：花緒垂水）
- THE D.D.T『愛と正義と友情と』
- グリング『ストリップ』（2004年　演出：青木豪）
- IN EASY MOTION『ストックホルム』（2008年　演出：伊藤和重）
- 明日図鑑『岸辺の亀とクラゲ』（2006年　演出：牧田明宏）
- IN EASY MOTION『-哀と愛と藍と-』（2008年　演出：伊藤和重）
- 『殺人者』（2008年　演出：赤堀雅秋）
- 東京国際芸術祭『着座するコブ』（2008年　演出：山岡徳貴子）
- G-up presents『棄憶』（2010年　演出：ノゾエ征爾）
- ゴジゲン『極めてやわらかい道』（2011年　演出：松井大悟）
- 月刊・根本宗子『この世で一番幸せな家族』（2011年　演出：根本宗子）
- はえぎわ『鳥ト踊る』（2011年　演出：ノゾエ征爾）
- 『祈りと怪物〜ウィルヴィルの三姉妹〜』（2012年　ケラリーノ・サンドロヴィッチ）
- 『幕末太陽傳』（2015年　演出：江本純子）

THE SHAMPOO HAT 公演　（演出は全て赤堀雅秋）
- 第1回公演『くつ。』
- 第2回公演『グレープフルーツ』
- 第3回公演『KIRIFUDA』
- 第4回公演『みかん』
- 第5回公演『さくら』
- 第6回公演『黄色い空』
- 第7回公演『月が笑う』
- 第8回公演『ワンダフル・ワールド』
- 第9回公演『カフェ・モンテカルロ』
- 第10回公演『アメリカ』
- 第11回公演『蠅男』
- 第12回公演『女の足の裏』
- 第13回公演『雨が来る』
- 第14回公演『青空』
- 第15回公演『緑色のスカート』
- 第16回公演『肉屋の息子』
- 第17回公演『ゴスペルトレイン』
- 第18回公演『事件』
- 第19回公演『恋の片道切符』
- 第20回公演『津田沼』
- 第21回公演『その夜の侍』
- 第22回公演『立川ドライブ』
- 第23回公演『葡萄』
- 第25回公演『砂町の王』
- 第27回公演『一丁目ぞめき』
- 第28回公演『葛城事件』
- 第29回公演『風の吹く夢』

### テレビドラマ
- 演技者。ミツオ（2002年フジテレビ　監督：大根仁）
- 警護官 内田晋三（2002年フジテレビ　監督：本広克行）
- 去年ルノアールで（2007年テレビ東京　監督：大根仁）
- 怨み屋本舗 SP（2008年テレビ東京） - 渡辺誠 役
- トンスラ（2008年テレビ東京　監督：田中誠）
- 湯けむりスナイパー 第3話「見えざる決闘」（2009年テレビ東京　監督：大根仁）
- リミット-刑事の現場2-（2009年NHK）
- BUNGO -日本文学シネマ-『魔術』（2010年TBS 監督：熊切和嘉）
- 絶対零度 第7話（2010年フジテレビ）
- 開拓者たち（2012年NHK）
- まほろ駅前番外地（2012年テレビ東京　監督：大根仁） - 木村 大輔（Fioretto見習いシェフ）役
- リバースエッジ 大川端探偵社（2014年テレビ東京　監督：大根仁）
- 深夜食堂（2014年TBS 監督：山下敦弘）
- アイアングランマ（2015年NHK）
- 世にも奇妙な物語 25周年スペシャル・春 〜人気マンガ家競演編〜『地縛者』（2015年フジテレビ）
- ヒーロー 第2話（2015年フジテレビ）
- おやじの背中『北別府さん、どうぞ』（2015年TBS）
- ランチのアッコちゃん（2015年NHKBS） - 岡村 役
- ヤメゴク〜ヤクザやめて頂きます〜 第7話（2015年TBS）
- 石の繭 殺人分析班（2015年WOWOW）
- きんぴか（2016年WOWOW）
- ドラマ24 ナイトヒーロー NAOTO（2016年テレビ東京）
- ラヴソング 第8話〜10話（2016年フジテレビ）
- モンタージュ 三億円事件奇譚（2016年フジテレビ）
- 土曜プライム スペシャルドラマ刑事犬養隼人（2016年朝日放送）
- 貴族探偵（2017年フジテレビ）
- コードネームミラージュ（2017年テレビ東京）
- デッドストック〜未知への挑戦〜　第1話（2017年テレビ東京） - ディレクター 役
- スモーキング（2017年テレビ東京）
- 黒書院の六兵衛（2018年WOWOW） - 木戸孝允 役
- 満願 最終夜（2018年NHK） - 富樫晃 役
- 相棒（テレビ朝日）
  - season17 第6話（2018年） - 沢村洋二 役
  - season20 第17話（2022年） - 白川洋一郎 役
- 三匹のおっさんスペシャル（2019年テレビ東京） - 斎藤 役
- 警視庁ゼロ係〜生活安全課なんでも相談室〜 シーズン4第1話（2019年） - 川西保志 役
- 孤高のメス（2019年WOWOW） - 赤岩均 役
- 監察医 朝顔 第2シリーズ第8話（2020年フジテレビ） - 仲井戸修 役
- 脳科学弁護士 海堂梓 ダウト（2021年テレビ東京） - 近藤慎也 役
- ラジエーションハウス 第2シリーズSTORY#06（2021年フジテレビ） - 江本医師 役
- だから殺せなかった（2022年WOWOW）
- まどか26歳、研修医やってます!第9話（2025年TBS）

### 映画
- タナカヒロシのすべて（2005年）
- あしたの私のつくり方（2007年）
- グミ・チョコレート・パイン（2007年）
- ジャージの二人（2008年）
- TOKYO-メルド-（2008年）
- 罪とか罰とか（2009年）
- クヒオ大佐（2009年）
- アウトレイジ - 山王組組員 役
- 酔いがさめたら、うちに帰ろう。（2010年）
- 八日目の蝉（2011年）
- マイ・バック・ページ（2011年）
- 莫逆家族-バクギャクファミーリア- - 甲斐一郎 役
- SRサイタマノラッパー ロードサイドの逃亡者（2012年）
- マダム・マーマレードの異常な謎 短編映画「鏡」（2013年）
- 地獄でなぜ悪い（2013年） - 小室哲夫 役
- R100（2013年）
- ミチずれ（2014年）
- ホットロード（2014年）
- ジョーカー・ゲーム（2015年）
- 新宿スワン（2015年）
- 海街diary（2015年）
- ロマンス（2015年）
- 復讐したい（2016年）
- 日本で一番悪い奴ら（2016年）
- だれかの木琴（2016年）
- ミュージアム（2016年）
- サクラダリセット（2017年）
- あゝ、荒野（2017年）
- 牝猫たち（2017年）
- パーフェクト・レボリューション（2017年）
- 私の人生なのに（2018年）
- サニー/32（2018年）
- 闇金ドッグス9（2018年）
- ダブルドライブ～狼の掟～（2018年）
- jam（2018年）
- ハード・コア（2018年）
- マンドリンの女（2018年）
- 孤狼の血（2018年） - 備前芳樹 役
- 麻雀放浪記2020（2019年）
- BACK STREET GIRLSゴクドルズ（2019年）
- 凪待ち（2019年）
- るろうに剣心最終章 The Final/The Beginning（2021年）
- レジェンド&バタフライ（2023年）
- カラオケ行こ!（2024年）
- 劇場版ドクターX FINAL（2024年）

### 配信ドラマ
- 会社は学校じゃねぇんだよ（2018年AbemaTV）
- フォローされたら終わり（2019年AbemaTV）
- 仮面ライダーBLACK SUN（2022年AmazonprimeVideo）
- サンクチュアリ -聖域-（2023年Netflix）
- 極悪女王（2024年Netflix） - 松本五郎 役